# Elvaston Castle
Elvaston Castle er et stateligt hjem i Elvaston, Derbyshire, England. Herregården er opført i nygotik og sammen med den omkringliggende park er den ejet af Derbyshire County Council under navnet Elvaston Castle Country Park. Parken består af 0,81 km2 skov, park og anlagt formel have.
Selve Elvaston Castle er en listed building af anden grad. Den blev opført i perioden 1815–1829, og blev siden ombygget i 1836. Siden er den gået i forfald og står i dag som en ruin. Den er ikke åben for offentligheden grundet bygningens stand, og siden 2008 har den været på listen over Buildings at Risk Register.
Derbyshire County Council estimerer at bygningen kræver en stor investering til både restaurering og på længere sigt vedligehold. I 2017 blev The Elvaston Castle and Gardens Trust etableret.